# Janez Bleiweis

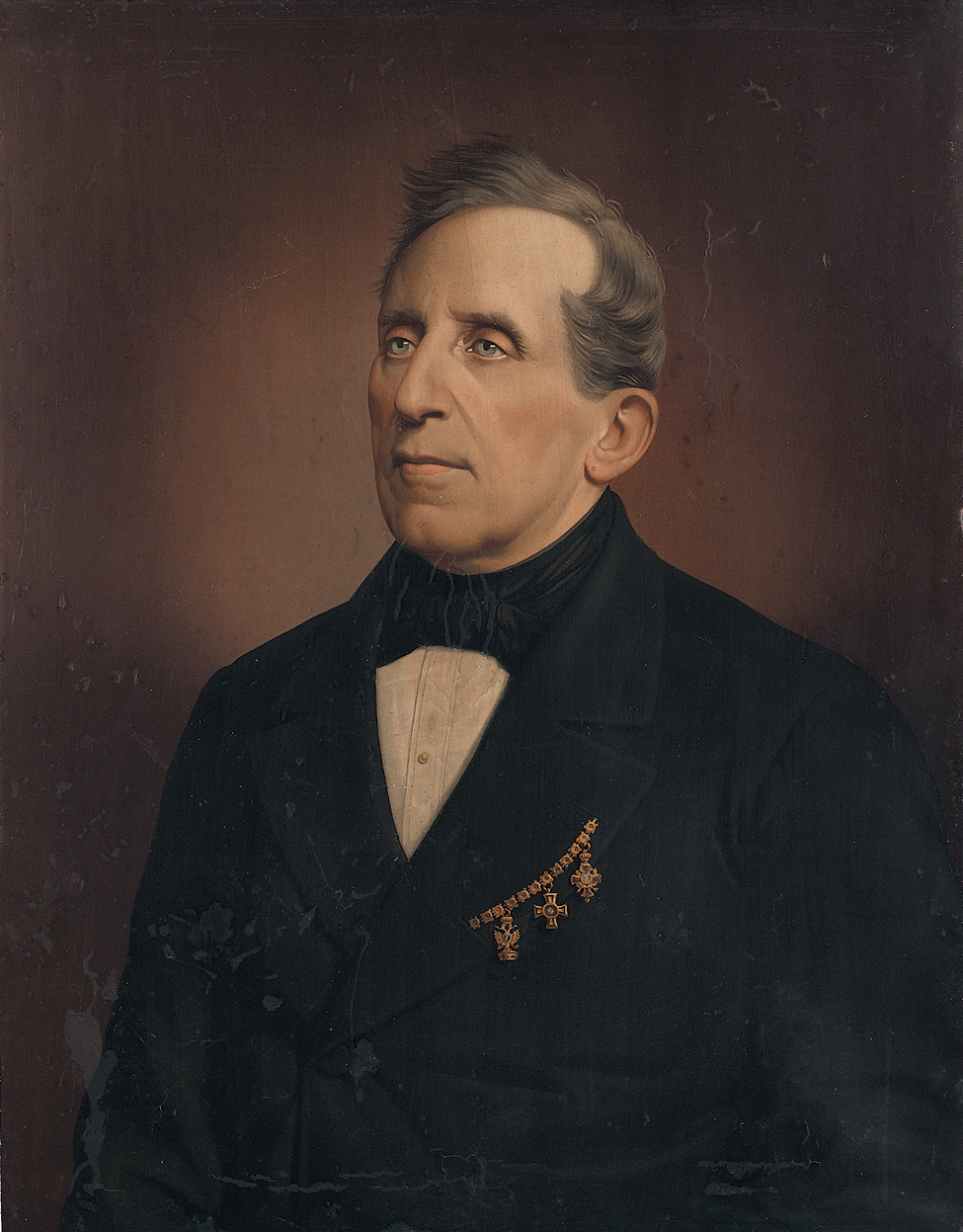
Janez Bleiweis, unbekannter Künstler

Janez Bleiweis (* 19. November 1808 Kranj; † 29. November 1881 Ljubljana, der heutigen Hauptstadt Sloweniens) war ein Politiker, Herausgeber, Journalist, Arzt und Tierarzt im Kronland Krain. Schon zu Lebzeiten wurde er als Vater der Nation bezeichnet.

## Leben
Bleiweis wurde in eine wohlhabende Kaufmannsfamilie in der Krainer Stadt Kranj geboren und wuchs in einem zweisprachig auf. Er sprach fließend Slowenisch und Deutsch, wie die meisten Angehörigen der oberen Mittelschicht in Krain zu dieser Zeit. Er besuchte das Lyzeum in Ljubljana, bevor er sich an der Universität Wien einschrieb, wo er Medizin studierte. Nach Abschluss seines Studiums arbeitete er als Professor für Veterinärmedizin und Pathologie in Ljubljana. Bleiweis verfasste eine Reihe von Texten aus den Bereichen Veterinärmedizin und Humangesundheit, insbesondere über Infektionskrankheiten.

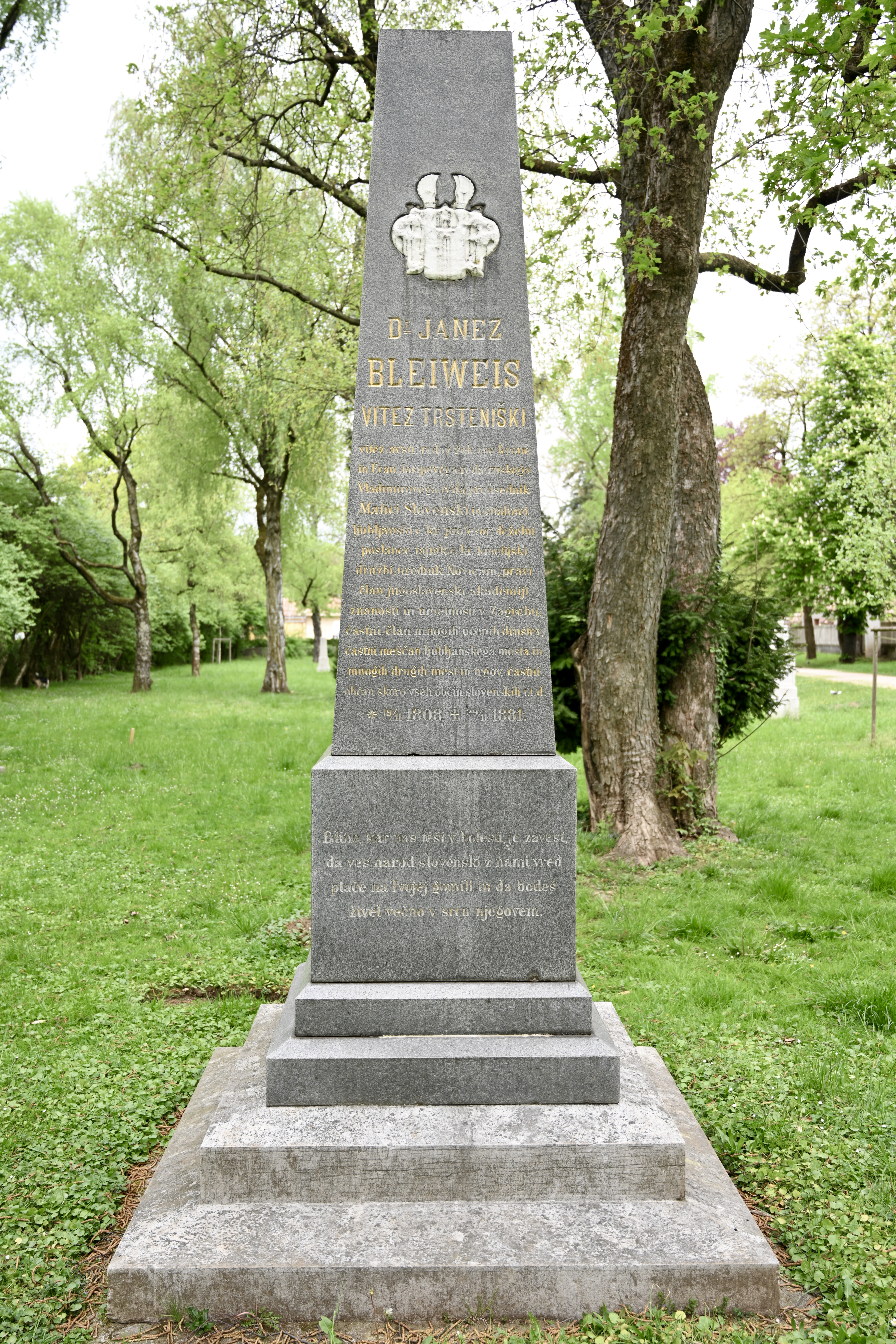
Grabstein von Janez Bleiweis im Navje-Gedenkpark, Ljubljana

1843 gründete Bleiweis die Zeitschrift Kmetijske in rokodelske novice (Landwirtschaftliche und industrielle Neuigkeiten) und gab sie bis zu seinem Tod 1881 heraus. Es befasste sich sowohl mit wirtschaftlichen als auch mit kulturellen Fragen in den slowenischsprachigen Gebieten der Habsburger Monarchie. Im Völkerfrühling 1848 engagierte er sich in der Politik und unterstützte die Bemühungen um ein vereinigtes Slowenien. Zu Beginn der konstitutionellen Periode im österreichischen Kaiserreich trat Bleiweis als Führer der slowenischen Nationalbewegung auf. Bereits in den späten 1850er Jahren wurde seine politisch konservative Führung jedoch von der jüngeren Generation slowenischer Nationalisten herausgefordert, die als Junge Slowenen bekannt waren, darunter Fran Levstik, Josip Stritar und Josip Jurčič. Die Gruppe von Bleiweis, zu der Lovro Toman, Etbin Henrik Costa, Luka Svetec und Andrej Einspieler gehörten, wurde danach als die Altslowenen bezeichnet, obwohl sie selbst einen solchen Namen nie akzeptierten.
Bleiweis war ein habsburgischer Legitimist und Anhänger der österreichisch-slawischen Ideologie. In der Politik folgte er dem Beispiel des tschechischen Führers František Palacký, der die Autonomie der slawischen Völker innerhalb eines einheitlichen österreichischen Reiches forderte.
1881 wurde Bleiweis von Franz Joseph I. von Österreich zum Ritter geschlagen. Im selben Jahr starb er in Ljubljana und wurde auf dem St.Christopher-Friedhof in Ljubljana beigesetzt.
Sein Sohn Karel Bleiweis-Trsteniški (1834–1909) war ein Pionier der slowenischen Psychiatrie, dessen Sohn Demeter Bleiweis-Trsteniški (1871–1928) – Janez' Enkel – war ein bedeutender slowenischer Internist.